# Musée Vigeland
Ne doit pas être confondu avec Installation de Vigeland.
Le musée Vigeland (en norvégien : Vigeland-museet, également nommé Vigelandsmuseet) abrite l'oeuvre de Gustav Vigeland dans le quartier de Frogner, à Oslo, en Norvège, dans l'ancienne maison du sculpteur.
Son histoire commence en 1919, quand Gustav Vigeland propose à la municipalité d'Oslo de léguer son œuvre, comprenant non seulement des sculptures mais également des gravures sur bois, des dessins, des croquis et des photographies ; ainsi que des lettres, d'autres écrits et une bibliothèque personnelle. En contrepartie, Vigeland voulait un atelier personnel, réaménageable en musée après sa mort. Son appartement, au troisième étage, a été intégré dans l'établissement.
La construction du futur musée commença en 1921, dès l'officialisation du contrat entre Vigeland et la municipalité. Les architectes Lorentz Harboe Ree et Carl Buch adoptèrent un style néoclassique. En 1923, Vigeland emménage, un an avant la fin de la construction de la partie médiane et de l'aile nord. L'aile sud a été achevée en 1930.
Vigeland est mort en 1943, pendant la Seconde Guerre mondiale. Le bâtiment a été ouvert comme musée public en 1947 en partie grâce au surplus budgétaire de la société de cinéma municipale Oslo Kinematografer. Le musée, appartenant toujours à la municipalité via son département culturel  est actuellement dirigé par Jarle Strømodden.
Immédiatement au nord du musée se trouve le célèbre parc de sculptures Vigeland, qui présente ses plus grandes statues, et le parc Frogner. L'autoroute Ring 2, une ligne de bus et le tramway d'Oslo desservent le lieu.